# Labasa
Labasa (výslovnost [lamˈbasa]) je město na Fidži. Podle posledního sčítání v roce 2007 zde žije přibližně 28 tisíc obyvatel.
Labasa se nachází v provincii Macuata v severovýchodní části ostrova Vanua Levu. Je to největší město na ostrově. Rozkládá se na deltách tří řek – Wailevu, Labasy (po níž je město pojmenováno) a Qawy. Řeky Labasa a Quawa jsou spojeny osmikilometrovým kanálem. Hlavní ulice města se pyšní jedinou světelnou křižovatkou na ostrově.